# Pteropsyllus
Pteropsyllus is een geleedpotigengeslacht van de familie Tetragonicipitidae. Deze familie maakt deel uit van de orde Harpacticoida uit de onderklasse van de eenoogkreeftjes.

## Soorten
- P. consimilis (Scott T., 1894)
- P. trisetosus Mielke, 1989